# Fly to the Rainbow
Fly to the Rainbow är Scorpions andra album och kom ut i november 1974. Albumet är det första studioalbumet som Uli Jon Roth spelade in.

## Låtlista
1. "Speedy's Coming" (Klaus Meine/Rudolf Schenker) - 3:38
2. "Need a Million" (Klaus Meine/Rudolf Schenker) - 4:54
3. "Drifting Sun" (Uli Jon Roth) - 7:43
4. "Fly People Fly" (Klaus Meine/Rudolf Schenker) - 5:06
5. "This Is My Song" (Klaus Meine/Rudolf Schenker) - 4:18
6. "Far Away" (Klaus Meine/Michael Schenker/Rudolf Schenker) - 5:43
7. "Fly to the Rainbow" (Michael Schenker/Uli Jon Roth) - 9:40